# Rinaldo Del Bo
Rinaldo Del Bo, surnommé Dino, est un partisan et homme politique italien né le 19 novembre 1916 à Milan – décédé le 16 janvier 1991 dans la même ville. Il a servi à la Haute Autorité de la communauté européenne du charbon et de l'acier, en tant que président de l'institution entre le 22 octobre 1963 et 1967, l'autorité Del Bo.

## Biographie
Rinaldo Del Bo a d'abord été un exposant éminent des organisations universitaires fascistes à Milan et a collaboré à des revues telles que Gerarchia et Dottrina fascista. S'il a d'abord été proche de la mystique fasciste, Del Bo a changé de camp après l'Armistice de Cassibile du 8 septembre 1943. Il participe alors à la fondation du journal Le Rebelle, un journal de l'organisation partisane catholique Brigate Fiamme Verdi.
Après la Seconde Guerre mondiale, Rinaldo Del Bo adhère à la Démocratie chrétienne et est député pendant quatre législatures, de 1953 à 1963. Il assume différentes fonctions gouvernementales, dont celles de Ministre des relations avec le Parlement de mai 1957 à février 1959 et de Ministre du commerce extérieur de février 1959 à février 1960. Il organise le voyage en URSS du président Gronchi.
En 1963, il devient le cinquième président de la Haute Autorité de la Communauté européenne du charbon et de l'acier (CECA) et le reste jusqu'en 1967.

## Sources
- (it) Cet article est partiellement ou en totalité issu de l’article de Wikipédia en italien intitulé « Dino Del Bo » (voir la liste des auteurs).